# Linia kolejowa Berlin – Magdeburg
Linia kolejowa Berlin-Poczdam-Magdeburg – linia kolejowa w Niemczech. Pierwszy jej odcinek od Berlina do Poczdamu został otwarty w 1838, będąc pierwszą linią kolejową w Prusach. W 1846 linia została wydłużona do Magdeburga. Linia ma długość 141,9 km i jest przystosowana do prędkości 160 km/h.